# Marx Reichlich

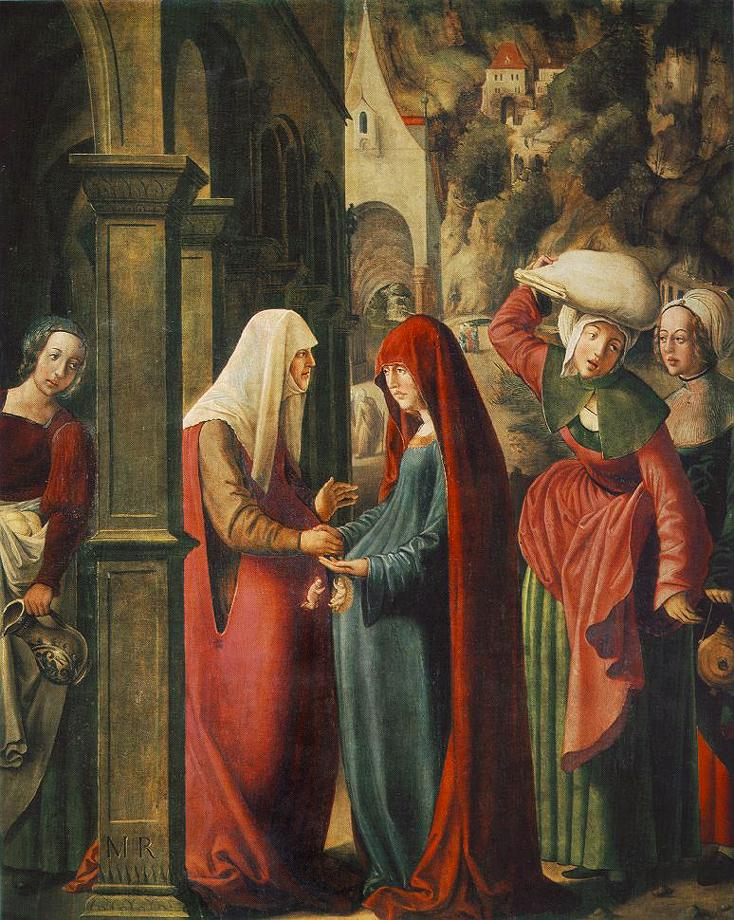
„Spotkanie Marii z Elżbietą” autorstwa Marxa Reichlicha, 1511

Marx Reichlich (ur. w 1460 w Brixen, zm. 1520 lub ok. 1525) – malarz austriacki, czynny głównie w południowym Tyrolu.

## Życie i działalność artystyczna
Marx Reichlich przed 1494 rokiem uzyskał obywatelstwo Salzburgu, gdzie mieszkał do końca życia. Był uczniem Michaela Pachera; w jego twórczości pojawiały się cechy charakterystyczne dla późniejszej szkoły naddunajskiej. Wraz ze swoim mistrzem pracował przy ołtarzu dla kościoła Franciszkanów w Salzburgu. W 1500 roku przebywał w Hall, w 1502 w Neustift. W 1508 roku cesarz Maksymilian I powierzył mu renowację malowideł w zamku Runkelstein koło Bolzano.

## Styl
W swoich pracach stosował bogate barwy. W czterech scenach z Życia Marii z 1502 (Monachium) czy w obrazie ołtarzowym poświęconym św. Jakubowi i św. Stefanowi z 1506, barwy są łagodnie złamane i łączą się w ciepłą i jasną harmonię. Obrazy wydają się płaskie, mimo dużych skrótów przestrzennych. Artysta ustawia figury ludzkie na pierwszym planie jak na scenie; przez operowanie barwą stapiają się z przestrzenią w jedno. W innym dziele pt.  Ukamienowanie św. Stefana artysta przedstawia się jako wierny odtwórca krajobrazów: z dużą szczegółowością odtworzył klasztor kanoników Regularnych z Naustift koło Brixen. Malował również portrety. Swoje prace podpisywał inicjałami M.R.